# Résolution 915 du Conseil de sécurité des Nations unies
Membres permanents
- Chine
- États-Unis
- France
- Royaume-Uni
- Russie

Membres non permanents
- Argentine
- Brésil
- Djibouti
- Espagne
- Nigéria
- Nouvelle-Zélande
- Oman
- Pakistan
- République tchèque
- Rwanda

Résolution no 914 Résolution no 916
La résolution 915 du Conseil de sécurité des Nations Unies, adoptée à l'unanimité le 4 mai 1994, après avoir réaffirmé la résolution 910 (1994), sur une recommandation du Secrétaire général Boutros Boutros-Ghali, a créé le Groupe d'observateurs des Nations Unies pour la bande d'Aouzou (GONUBA), pour superviser le retrait des forces libyennes de la bande d'Aouzou à la suite d'un avis de la Cour internationale de Justice selon lequel la bande faisait partie du territoire du Tchad. 
Le Conseil de sécurité a noté qu'un accord signé à Syrte, en Libye, entre les deux pays prévoyait une présence des Nations unies pour surveiller le retrait de la Libye, tout en annonçant son intention de promouvoir des relations pacifiques entre les deux parties.
Il a été décidé que le GONUBA serait créé pour une période unique pouvant aller jusqu'à quarante jours, à compter de l'adoption de la résolution. Il serait composé de neuf observateurs des Nations Unies et de six membres du personnel d'appui pour observer la mise en œuvre de l'accord. La coopération des deux parties avec le Secrétaire général Boutros Boutros-Ghali a été incitée, en lui accordant en particulier la liberté de mouvement.
Le Conseil a également reconnu que le GONUBA devrait se rendre en Libye par voie aérienne, ce qui nécessiterait une exemption des sanctions internationales imposées au pays et en particulier dans la résolution 748 (1992). Agissant en vertu du Chapitre VII de la Charte des Nations unies, le Conseil a décidé que les sanctions ne s'appliqueraient pas à la mission du GONUBA, demandant au Secrétaire général d'informer le Comité créé dans la résolution 748 des vols effectués et de tenir le Conseil informé de la suite des événements.

## Voir également
- Affaire du différend territorial (Libye c. Tchad)
- Conflit tchado-libyen
- Relations extérieures de la Libye